# Андрушкевич, Тамара Витальевна
Тамара Витальевна Андрушкевич (7 марта 1937, Курск — 19 ноября 2021) — советский и российский химик, доктор химических наук, лауреат премии имени А. А. Баландина.

## Биография
Родилась 7 марта 1937 года в городе Курске.
В 1960 году закончила Московский Институт тонкой химической технологии.
С 1961 года работала в Институте катализа имени Г. К. Борескова СО РАН.

С 1992 по 2007 годы — заведующая лабораторией селективного гетерогенного окисления.

С 2007 года работала в должности главного научного сотрудника.
В 1968 году — защита кандидатской диссертации, тема: «Исследование каталитических свойств окислов металлов IV-го периода и некоторых кобальтовых шпинелей в отношении глубокого окисления метана».

В 1994 году — защита докторской диссертации, тема: «Гетерогенно-каталитическое окисление акролеина в акриловую кислоту. Закономерности подбора катализаторов».
Скончалась 19 ноября 2021 года.

### Научная и общественная деятельность
Признанный специалист в области гетерогенного окислительного катализа.
В начале своей научной карьеры проводила исследования, связанные с глубоким окислением углеводородов, впервые была показала зависимость активности оксидных катализаторов в таких реакциях от энергии связи кислорода, что на практике привело к разработке медно-алюминиевого катализатора для дожигания органических примесей в отходящих газах заводов кабельной промышленности. Этот катализатор положил начало целому семейству окисно-медных катализаторов, разработанных позже разными коллективами института для обезвреживания выбросов химических производств.
В дальнейшем основные направления её работ стало селективное окисление углеводородов, главным в котором является окисление и окислительный аммонолиз простых и функциональных углеводородов в карбоновые кислоты и нитрилы. В этой области предмет её исследований составляют природа каталитического действия оксидных систем, механизм и кинетика реакций и технология процессов.
Совместно с Г. Я. Поповой и В. М. Бондаревой установила стадийный механизм образования продуктов парциального окисления, включающий образование с участием кислорода катализатора поверхностных соединений адсорбированных углеводородов и реокисление восстановленного катализатора газообразным кислородом, определила роль энергии связи и подвижности объёмного кислорода в селективном протекании реакций.
Она показала влияние кислотно- основных и окислительно- восстановительных свойств катализаторов на направление превращения углеводородов в продукты глубокого или мягкого окисления.
Совместно с Г. Я. Поповой и Ю. А. Чесаловым определила состав, структуру и энергетические характеристики поверхностных промежуточных соединений и их последовательное превращение в продукты реакции.
Сформулировала принципы подбора катализаторов для реакций окисления органических соединений в карбоновые кислоты, основанные на определяющей роли энергии связи кислорода и прочности промежуточных поверхностных соединений окисляемых веществ и продуктов реакции.
Совместно с Е. М. Алькаевой, Е. В. Овчинниковой, Г. Я. Поповой исследовала механизм и кинетику превращения ряда углеводородов и на основе установленного механизма предложила кинетические модели практически важных реакций, в том числе окисления пропилена в акролеин, окислительного аммонолиза пропилена в акрилонитрил, окисления акролеина в акриловую кислоту, формальдегида в муравьиную кислоту и β-пиколина в никотиновую кислоту.
Разработчик катализаторов и технологии процессов двухстадийного окисления пропилена в акриловую кислоту и окислительного аммонолиза пропилена.

Под её руководством и непосредственном участии разработана технология новых, не имеющих мировых аналогов, каталитических процессов окисления β-пиколина в никотиновую кислоту и формальдегида в муравьиную кислоту.
В последнее время область её интересов — дизайн катализаторов, механизм окисления и окислительного аммонолиза лёгких алканов. Исследовала ряд сложных оксидных систем на основе ванадия и молибдена в реакциях окисления и окислительнного аммонолиза пропана и этана в ценные продукты, выявила перспективные композиции и установила механизм формирования, состав и структуру их активного компонента.
Являлась автором более 200 научных публикаций и 20 российских и зарубежных патентов. Под её руководством защищено семь кандидатских диссертаций и множество дипломных работ.
Автор логотипа Института катализа, украшающего фасад здания и находящегося на официальных документах Института.
Долгое время возглавляла институтское отделение Менделеевского общества. В течение нескольких лет она была учёным секретарём Проблемного семинара Института.
Автор первого, ещё прижизненного издания библиографического материала «Академик Г. К. Боресков».

Благодаря ей посмертно была создана на основе публикаций Г. К. Борескова и выпущена в двух изданиях монография «Гетерогенный катализ».

Внесла большой вклад и в создание последующих книг воспоминаний «Георгий Константинович Боресков», изданных СО РАН.

## Награды
Премия имени А. А. Баландина (2001, совместно с В. М. Бондаревой, Г. Я. Поповой) — за серию работ «Гетерогенно-каталитическое окисление основных органических соединений в карбоновые кислоты: механизм, кинетика, дизайн катализаторов»